# Volo West Coast Airlines 956
Il volo West Coast Airlines 956 era un volo passeggeri di linea nazionale da San Francisco a Seattle con scali intermedi a Eugene e Portland, negli Stati Uniti d'America. Il 1º ottobre 1966, un Douglas DC-9-14 operante il volo si schiantò a circa 8,9 km a sud di Wemme, Oregon. Tredici passeggeri e cinque membri dell'equipaggio erano a bordo, nessuno di loro sopravvisse. L'aereo venne distrutto dall'impatto e dal successivo incendio. La probabile causa dell'incidente fu la discesa dell'aeromobile al di sotto del suo limite di sicurezza e al di sotto di quello del terreno circostante, ma il National Transportation Safety Board non fu in grado di determinare la causa di tale discesa. Questo incidente fu la prima perdita di un Douglas DC-9.

## L'aereo
Il velivolo coinvolto era un Douglas DC-9-14, marche N9101, numero di serie 45794, numero di linea 52. Volò per la prima volta nel 1966 e venne consegnato il 16 settembre dello stesso anno a West Coast Airlines, per poi entrare in servizio il 26 settembre. Era spinto da 2 motori turboventola Pratt & Whitney JT8D-1. Al momento dell'incidente, l'aereo aveva due mesi e aveva accumulato solo 164 ore di volo. Il costo dell'aeromobile era di circa 3 milioni di USD.

## L'incidente
Il 1º ottobre 1966, il Douglas DC-9 registrato negli Stati Uniti come N9101 operò come volo 941 da Seattle, Washington, a San Francisco, in California, con scali intermedi a Portland ed Eugene. Dopo circa un'ora a terra, l'aereo e l'equipaggio diventarono il volo 956, che avrebbe dovuto percorrere la rotta inversa rispetto a quello precedente. Il volo 956 arrivò a Eugene alle 19:34 e partì per Portland alle 19:52. Il volo ricevette l'autorizzazione IFR (Instrument Flight Rules) per percorrere l'aerovia Victor 23 a 12 000 piedi (3 700 m) di altitudine.
Alle 20:04, il volo ricevette istruzioni di scendere a 9 000 piedi (2 700 m). Circa un minuto dopo, il controllore informò il DC-9 che la pista 28R era quella in uso all'aeroporto Internazionale di Portland e ordinò al volo di virare a destra in direzione tre zero zero. Dopo aver messo in dubbio la direzione della svolta, l'equipaggio riferì "virata a destra a tre zero zero, roger." Il controllore perse il contatto radar con il volo mentre era nella virata a destra, passando per una rotta stimata di 240-260 gradi. Alle 20:09:09, l'equipaggio fu invitato a riferire quando stabilito su una rotta di 300 gradi. Dopo aver ripetuto la richiesta, l'equipaggio rispose alle 20:09:27 "Nove cinque sei wilco" ("I will comply" - espressione simile a "Roger"). Alle 20:15, quando l'aereo non inviò più segnali al radar, vennero avviate le procedure di notifica di un incidente. Un F-106 dalla base dell'aeronautica militare di McChord a est di Tacoma, Washington, e un HU-16 Albatross dalla base aerea di Portland furono inviati per tentare di localizzare l'aereo scomparso la notte in cui scomparve. Al momento della scomparsa pioveva a dirotto e la base delle nubi era a 900 piedi (270 m).
I ricercatori trovarono l'aereo il pomeriggio successivo. Il DC-9 si era schiantato in una sezione disabitata della foresta nazionale di Mount Hood. Il relitto si trovava sul versante orientale di una cresta di 4 090 piedi (1 250 m) nel complesso delle Salmon Mountain ad un'altitudine di 3 830 piedi (1 170 m). L'assetto dell'aereo era di 30 gradi verso destra, con una traiettoria di volo in salita di 3-4 gradi su una rotta di 265 gradi all'impatto. Dopo aver abbattuto numerosi grandi abeti, colpì il pendio di 30-35 gradi e scivolò in salita per circa 150 piedi (46 m). Il relitto principale si fermò a un'altitudine di 3 890 piedi (1 190 m) e si verificò un grave incendio al suolo.
Tutte le estremità dell'aereo vennero analizzate e non venne trovata alcuna prova di cedimento strutturale in volo, incendio o esplosione. L'aereo era dotato di un registratore dei dati di volo e di un registratore vocale della cabina di pilotaggio. Sebbene entrambi furono recuperati dal relitto, solo il registratore dei dati di volo fornì una registrazione utilizzabile. William L. Lamb del Civil Aeronautics Board era incaricato delle indagini.

## Le indagini
La causa specifica dell'incidente non è mai stata determinata dal National Transportation Safety Board. Tuttavia, nel corso dell'indagine, l'NTSB produsse questi risultati:
- l'aereo era idoneo al volo e i piloti erano adeguatamente certificati;
- non si verificarono guasti meccanici al velivolo, ai suoi sistemi, propulsori o componenti;
- il volo fu autorizzato, e i piloti avevano ricevuto tale messaggio, a un'altitudine di 9 000 piedi (2 700 m);
- il pilota automatico era attivo;
- il volo scese in modo normale fino a raggiungere i 4 000 piedi (1 200 m) per poi lì stabilizzarsi;
- due secondi prima dell'impatto, i piloti portarono il DC-9 in una ripida salita.

## Cultura di massa
L'incidente è citato in una canzone intitolata Flight 956, del cantante argentino Indio Solari.